# HMS Heliotrope (K03)
HMS Heliotrope (K03) je bila korveta razreda flower Kraljeve vojne mornarice, ki je bila operativna med drugo svetovno vojno.

## Zgodovina
24. marca 1942 so ladjo predali Vojni mornarici ZDA, kjer je bila poimenovana USS Surprise (PG-63). 26. avgusta 1945 je bila vrnjena Kraljevi vojni mornarici in bila nato prodana. Nazadnje je bila prodana Vojni mornarici Ljudske osvobodilne vojske, kjer so jo poimenovali Lin I.